# Caragana changduensis
Caragana changduensis là một loài thực vật có hoa trong họ Đậu. Loài này được Y.X.Liou miêu tả khoa học đầu tiên.